# Live at the Isle of Wight 1970
Live at the Isle of Wight 1970 è un album discografico live del cantautore folk canadese Leonard Cohen, pubblicato nel 2009. Le registrazioni sono state effettuate il 31 agosto 1970 sull'isola di Wight durante il festival musicale. Il CD è uscito insieme a un DVD.

## Tracce
1. Introduction
2. Bird on the Wire
3. Intro to So Long, Marianne
4. So Long, Marianne
5. Intro: "Let's renew ourselves now..."
6. You Know Who I Am
7. Intro to Poems
8. Lady Midnight
9. They Locked Up a Man (poem) / A Person Who Eats Meat / Intro
10. One Of Us Cannot Be Wrong
11. The Stranger Song
12. Tonight Will Be Fine
13. Hey, That's No Way to Say Goodbye
14. Diamonds In The Mine
15. Suzanne
16. Sing Another Song, Boys
17. The Partisan
18. Famous Blue Raincoat
19. Seems So Long Ago, Nancy